# Hailee Steinfeld
Pour les articles homonymes, voir Steinfeld.
Hailee Steinfeld, née le 11 décembre 1996 à Los Angeles, dans le quartier de Tarzana, est une actrice, chanteuse et autrice-compositrice-interprète américaine.
Commençant sa carrière très jeune, elle obtient son premier rôle important, celui de Mattie Ross, dans le western des frères Coen True Grit, qui lui vaut d'obtenir à l'âge de quatorze ans une nomination à l'Oscar de la meilleure actrice dans un second rôle.
Par la suite, Hailee Steinfeld gagne de plus en plus d'importance avec des rôles dans des longs-métrages tels que La Stratégie Ender (2013), Roméo et Juliette (2013), New York Melody (2013) et 3 Days to Kill (2014). Elle incarne Emily Junk dans les comédies à succès Pitch Perfect 2 (2015) et sa suite (2017). Sa prestation d'adolescente marginale dans la comédie dramatique The Edge of Seventeen (2017) est remarquée par la critique et lui vaut une nomination au Golden Globe de la meilleure actrice dans un film musical ou une comédie. En 2018, elle prête sa voix à Gwen Stacy / Spider-Gwen dans le film d'animation Spider-Man: Into the Spider-Verse et joue dans le film de science-fiction Bumblebee. À partir de 2019, elle est la tête d'affiche de la série d'Apple TV+ Dickinson, dans laquelle elle prête ses traits à la poétesse Emily Dickinson.
En 2015, elle entame une carrière de chanteuse en signant chez Republic Records et en publiant son premier single, Love Myself, qui rencontre un succès commercial, suivi de son premier EP Haiz. Depuis, Hailee Steinfeld a publié une série de singles, dont Starving, en collaboration avec Grey et Zedd, qui demeure son plus grand succès au Billboard Hot 100 à ce jour.
En 2021, elle rejoint l'univers cinématographique Marvel en interprétant Kate Bishop, l'un des personnages principaux de la série Hawkeye.

## Biographie

### Famille et débuts
Hailee Steinfeld est née le 11 décembre 1996 dans le quartier de Tarzana à Los Angeles, en Californie. Elle est la fille cadette de Cheri (née Domasin, le 21 mars 1961), architecte d'intérieur, et de Peter Steinfeld (né le 29 juin 1966), un entraîneur personnel de fitness,, tous deux mariés depuis le 24 mai 1992. Elle a un frère aîné, Griffin (né le 9 janvier 1994). Son oncle paternel est l'entraîneur de fitness Jake Steinfeld (en), et son grand-oncle maternel est l'ancien enfant acteur Larry Domasin,. Sa cousine germaine maternelle, l'actrice True O'Brien (en), est apparue dans une publicité télévisée quand Steinfeld avait huit ans, l'inspirant pour essayer de devenir elle aussi actrice.
Le père de Hailee Steinfeld est juif et sa mère est chrétienne,,,. Son grand-père maternel, Ricardo Domasin, était à moitié philippin (de Panglao, dans la province de Bohol) et à moitié d'origine afro-américaine,,. Steinfeld a été élevé en Californie dans les villes d'Agoura Hills et plus tard Thousand Oaks,, fréquentant l'Ascension Lutheran School, Conejo Elementary et la Colina Middle School. Elle a été scolarisée à domicile de 2008 jusqu'à son diplôme d'études secondaires en juin 2015.

### Premiers rôles et révélation avecTrue Grit(2007 - 2014)

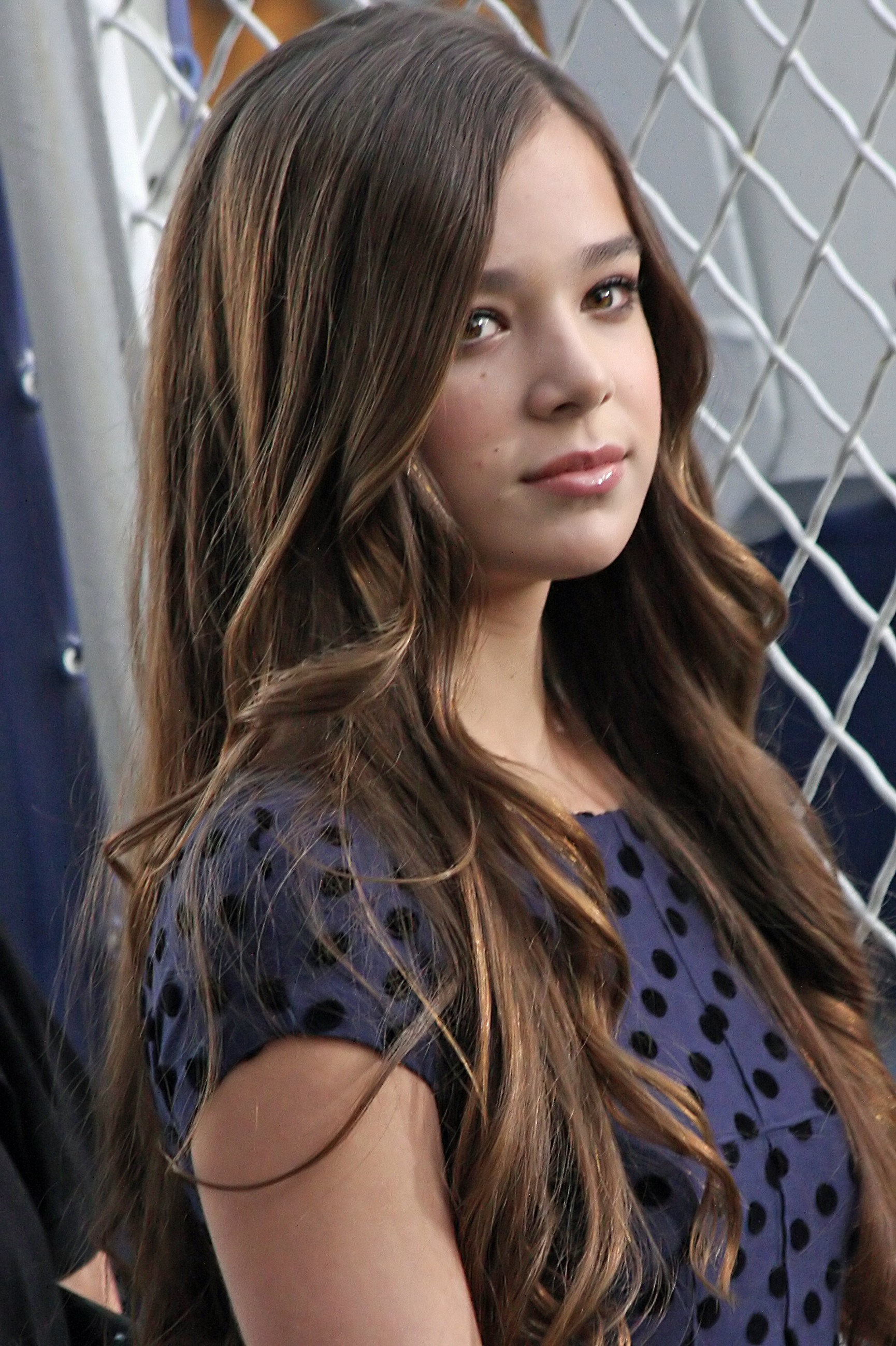
Hailee Steinfeld en septembre 2010

Hailee Steinfeld a commencé à jouer à l'âge de dix ans, en apparaissant dans plusieurs courts-métrages, notamment dans le rôle de Talia Alden dans She's a Fox. Elle a fait plusieurs apparitions dans des séries télévisées et publicités. Steinfeld a été choisie pour le rôle de Mattie Ross dans le western True Grit des frères Coen quand elle avait treize ans. Le film est sorti en décembre 2010. Richard Corliss du magazine Time a qualifié sa performance de l'une des 10 meilleures performances cinématographiques de 2010 et a écrit que Hailee Steinfeld « livre le dialogue ampoulé comme s'il s'agissait de la langue vernaculaire la plus facile, regarde les méchants, gagne les cœurs. C'est un vrai cadeau ». Roger Ebert, le Los Angeles Times et Rolling Stone ont également été élogieux à l'encontre de la prestation de la jeune actrice,,. Le rôle a valu à Hailee Steinfeld une nomination à l'Oscar de la meilleure actrice dans un second rôle en 2011. Cinq mois après la sortie de True Grit, elle est choisie pour être le nouveau visage de la marque de designer italienne Miu Miu,,.
En 2011, à l’âge de 14 ans, elle a été choisie pour jouer Juliette Capulet dans une adaptation de Roméo et Juliette. Le rôle était à l'origine destiné à une actrice de vingt-deux ans car il y avait des inquiétudes au sujet de la nudité dans le film, son réalisateur a expliqué que lorsque Hailee Steinfeld a été choisie, le scénario a été modifié pour le rendre adapté à son âge. Le film sort en octobre 2013 mais connaît de mauvaises critiques aux États-Unis et à l'étranger. Steinfeld a joué le rôle de Petra Arkanian dans La Stratégie Ender, un film d'action-aventure de science-fiction basé sur le roman du même nom d'Orson Scott Card, dans lequel partage l'affiche avec Asa Butterfield, Abigail Breslin, Viola Davis et Harrison Ford. Le film, sorti en novembre 2013, est un échec commercial et obtient des critiques modérées.
En 2014, Hailee Steinfeld joue le rôle de Violet, fille du personnage de Mark Ruffalo dans le drame romantique New York Melody. Le film connaît des critiques positives et remporte un succès commercial, notamment à l'international. Paramount Pictures a conclu un accord en 2011 pour les droits d'écran du roman de Cat Patrick Forgotten et a annoncé qu'elle le ferait jouer à London Lane dans un projet qui n'a pas encore été filmé à ce jour. En 2014, Hailee Steinfeld a été annoncée pour jouer le rôle de Min Green dans une adaptation d'écran du livre de comédie romantique de Daniel Handler Why We Broke Up, mais le film n'est pas encore entré en production.
La même année, elle joue la fille du personnage de Kevin Costner dans le film d'action 3 Days to Kill, produit par Luc Besson, qui passe inaperçu et est mal reçu par la critique et renoue avec le western pour un second rôle dans The Homesman, seconde réalisation de l'acteur Tommy Lee Jones, qui n'obtient qu'un succès d'estime.

### Confirmation et carrière musicale (depuis 2015)

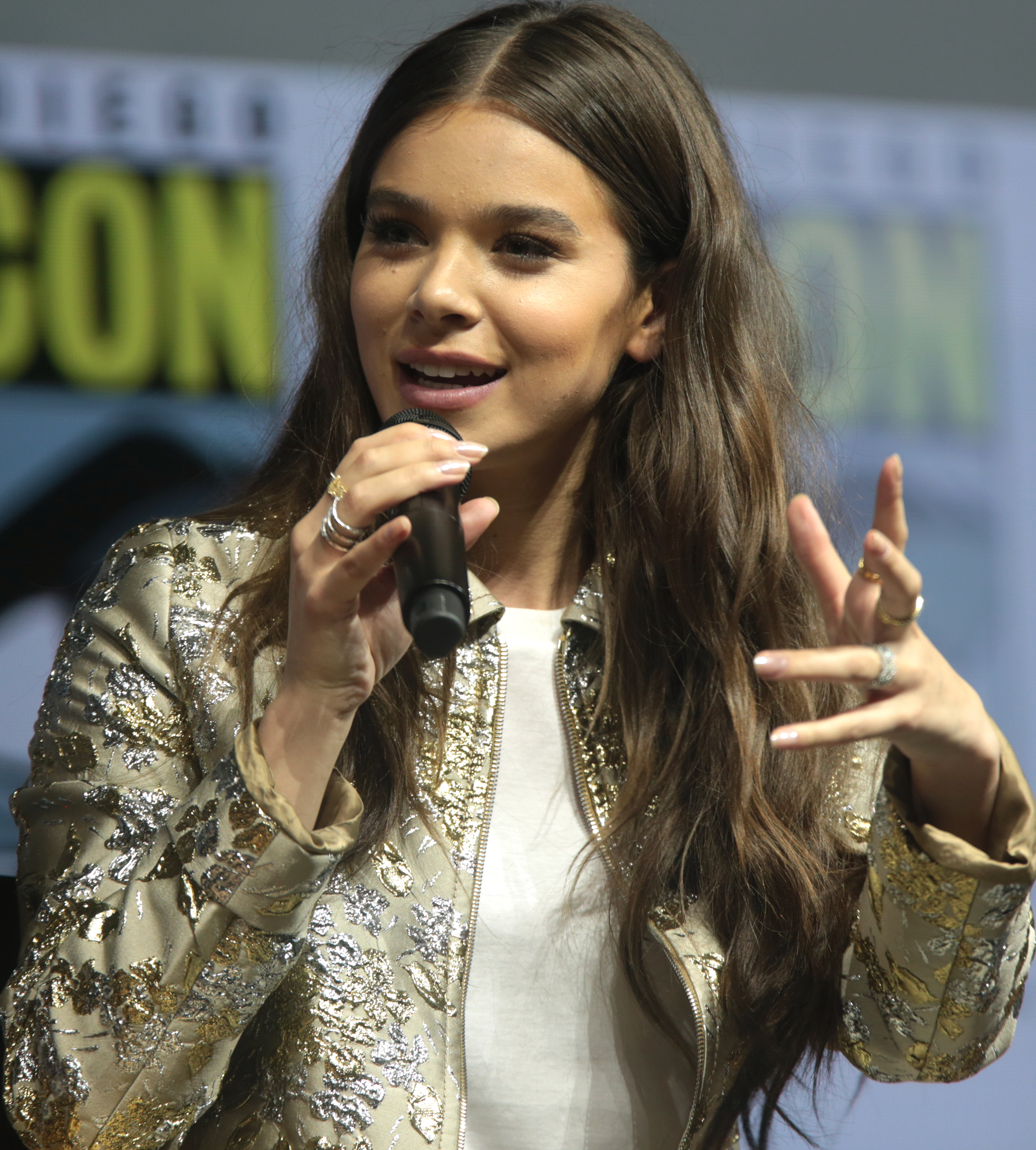
Hailee Steinfeld en 2018.

Comme suite de cette incursion dans la musique, la jeune femme entame une carrière de chanteuse, et sort en 2015 son premier single, Love Myself, qui obtient un certain succès dans les charts. Cette même année, elle défend trois projets très différents : le salué western féministe The Keeping Room, dont elle partage l'un des trois rôles principaux avec la valeur montante Brit Marling ; elle rejoint la bande de filles de la comédie musicale Pitch Perfect 2, réalisée par l'actrice et productrice Elizabeth Banks ; et enfin elle tient son tout premier rôle en tant que tête d'affiche avec la comédie d'action indépendante Secret Agency, de Kyle Newman. Le film est cependant laminé par la critique, et sort directement en vidéo.
En 2016, l'actrice, désormais âgée de 19 ans, est de nouveau la tête d'affiche d'un film indépendant : elle incarne une adolescente perdue et sarcastique dans la comédie dramatique The Edge of Seventeen, écrite et réalisée par Kelly Fremon Craig, dans lequel elle partage la vedette avec Woody Harrelson. Le long-métrage est acclamé par la critique et connait un petit succès dans les salles américaines, permettant enfin à l'actrice une nomination au Golden Globe de la meilleure actrice dans un film musical ou une comédie, six ans après True Grit.
En 2018, l'actrice incarne le personnage de Charlie, adolescente farouche et débrouillarde, dans le blockbuster Bumblebee, premier film derivé de la franchise Transformers, réalisé par Travis Knight. Le film est un succès critique et commercial,. Elle chante également le titre Back to Life (en) présent dans la bande original du film.
Entre le 1er novembre 2019 et le 24 décembre 2021, elle incarne le rôle de la poétesse Emily Dickinson dans les trois saisons de série Dickinson produite par Apple et diffusée sur Apple TV+.
En septembre 2019, il est confirmé qu'elle rejoint le casting de la série Hawkeye et qu'elle jouera Kate Bishop, l'héritière du titre d'Hawkeye tenu par le personnage de Clint Barton, interprété par Jeremy Renner. La série qui fait partie intégrante de l'univers cinématographique Marvel, est diffusée entre le 24 novembre 2021 et le 22 décembre 2021 sur Disney+.
Elle incarne également en 2021 le personnage de Vi, dans la série d'animation Arcane, adaptée du jeu vidéo League of Legends et diffusée sur Netflix. Sa performance est acclamée par la critique spécialisée,.
Le 28 juillet 2022, elle sort la chanson Coast en collaboration avec le chanteur et rappeur Anderson .Paak.

## Filmographie

### Cinéma

#### Longs métrages
- 2010 : True Grit de Joel et Ethan Coen : Mattie Ross
- 2013 : Hateship, Loveship de Liza Johnson : Sabitha
- 2013 : New York Melody (Begin Again) de John Carney : Violet Mulligan
- 2013 : Roméo et Juliette (Romeo and Juliet) de Carlo Carlei : Juliette Capulet
- 2013 : La Stratégie Ender (Ender's Game) de Gavin Hood : Petra Arkanian
- 2014 : 3 Days to Kill de McG : Zooey Renner
- 2014 : The Homesman de Tommy Lee Jones : Tabitha Hutchinson
- 2014 : Souvenirs de Marnie (思い出のマーニー) d'Hiromasa Yonebayashi : Anna Sasaki (voix anglophone)
- 2014 : Dans le silence de l'Ouest (The Keeping Room) de Daniel Barber : Louise
- 2015 : Ten Thousand Saints de Shari Springer Berman et Robert Pulcini : Eliza Urbanski
- 2015 : Pitch Perfect 2 d'Elizabeth Banks : Emily Schneck (Emily Junk en V.O)
- 2015 : Unity de Shaun Monson : l'une des narratrice (voix - documentaire)
- 2015 : Taylor Swift: The 1989 World Tour Live de Jonas Åkerlund : elle-même (documentaire)
- 2015 : Secret Agency (Barely Lethal) de Kyle Newman : Megan Walsh / Numéro 83
- 2016 : En cavale (Term Life) de Peter Billingsley : Cate Barrow
- 2016 : The Edge of Seventeen de Kelly Fremon Craig : Nadine Franklin
- 2017 : Pitch Perfect 3 de Trish Sie : Emily Schneck (Emily Junk en V.O)
- 2018 : Spider-Man: New Generation (Spider-Man: Into the Spider-Verse) de Peter Ramsey, Bob Persichetti et Rodney Rothman : Gwen Stacy / Spider-Gwen (voix)
- 2018 : Bumblebee de Travis Knight : Charlie Watson
- 2019 : Entre deux fougères: Le film (Between Two Ferns: The Movie) de Scott Aukerman : elle-même
- 2019 : Charlie's Angels d'Elizabeth Banks : une nouvelle recrue (caméo)
- 2023 : Spider-Man : Across the Spider-Verse de Joaquim Dos Santos, Kemp Powers et Justin K. Thompson : Gwen Stacy / Spider-Gwen (voix)
- 2023 : The Marvels de Nia DaCosta : Kate Bishop (caméo)
- 2025 : Sinners de Ryan Coogler : Mary
- 2027 : Spider-Man: Beyond the Spider-Verse : Gwen Stacy/Spider-Gwen (voix)

#### Courts métrages
- 2008 : Heather : A Fairy Tale de Vince Raisa : Heather
- 2009 : She's a Fox de Cameron Sawyer : Talia Alden
- 2010 : Without Wings de Megan Weaver : Allison
- 2010 : Grand Cru d'Aimee Long : Sophie
- 2013 : The Magic Bracelet de Jon Poll : Angela

### Télévision
- 2007 : Back to You (en) : une petite fille (saison 1, épisode 6)
- 2010 : Summer Camp (téléfilm) de Lev L. Spiro : Shayna Matson
- 2010 : Sons of Tucson : Bethany (saison 1, épisode 5)
- 2019 - 2021 : Dickinson : Emily Dickinson (rôle principal - également productrice déléguée)
- 2021 : Hawkeye : Kate Bishop (rôle principal)
- Depuis 2021 : Arcane : Vi (rôle principal, voix)
- 2024 : What If...? : Kate Bishop (voix)
- 2025 : Marvel Zombies : Hawkeye (Kate Bishop) (voix)

## Discographie
Hailee Steinfeld a sorti deux EP, dix-sept singles (dont sept en tant qu'artiste vedette), trois singles promotionnels et d'autres apparitions d'album.
Le premier EP de Steinfeld, Haiz, est sorti le 13 novembre 2015 chez Republic Records. L'EP comprenait quatre chansons, dont Love Myself, qui avait été publié le 7 août 2015, en tant que single principal. Le single a fait ses débuts à la 27e place du Billboard Pop Songs (culminant plus tard à 15), marquant les débuts les plus élevés pour une artiste solo sur le classement en 17 ans, depuis le single Torn de Natalie Imbruglia entré à la 26e place en 1998,. Love Myself a également culminé à la 30e place du Billboard Hot 100 et atteint le top 40 du classement des singles dans six autres pays, dont le Canada, la Nouvelle-Zélande et la Suède.
Le 26 février 2016, l'EP Haiz est réédité, avec un remix de la chanson Rock Bottom, avec désormais le groupe de funk pop américain DNCE. Cette chanson est sortie en single le 27 février 2016 et a atteint la 33e place du Billboard Pop Songs. Le 15 juillet 2016, l'EP Haiz a été réédité une deuxième fois, comprenant quatre autres chansons et trois autres remixes. Steinfeld a sorti une de ces nouvelles chansons, Starving, avec Gray et avec Zedd, en single le 22 juillet 2016. Le single a atteint le top 5 en Australie, en Nouvelle-Zélande et au Royaume-Uni, et le top 20 du Billboard Hot 100.
- 2015 : Haiz (EP)
- 2020 : Half Written Story (EP)

## Influences
Hailee Steinfeld cite Madonna et Rihanna comme ses plus grandes influences musicales. D’autres artistes sont cités, tels que Britney Spears, Tori Kelly, Selena Gomez, Bruno Mars et Justin Timberlake,. Elle note leur « force, leur courage et leur capacité à sortir [...] et s’exprimer ». Elle dit également avoir grandi en écoutant Boyz II Men et Luther Vandross en raison de l’amour de sa mère pour leur musique.

## Vie privée
Depuis mai 2023, Hailee Steinfeld partage la vie du joueur de football américain Josh Allen. Le couple se fiance le 22 novembre 2024.

## Distinctions
Sauf indication contraire, les informations mentionnées dans cette section peuvent être confirmées par la base de données cinématographiques IMDb,  présente dans la section « Liens externes ».

### Récompenses
- 2010 :
  - Awards Circuit Community Award : Meilleure actrice secondaire pour True Grit
  - Austin Film Critics Association Award : Meilleure actrice secondaire pour True Grit
  - Chicago Film Critics Association Award : Meilleure actrice secondaire pour true Grit
  - Houston Film Critics Society Award : Meilleure actrice secondaire pour True Grit
  - Indiana Film Journalists Association Award : Meilleure actrice secondaire pour True Grit
  - Kansas City Film Critics Circle Award : Meilleure actrice secondaire pour True Grit
  - Sierra Award : Meilleur enfant dans un film pour True Grit
  - Phoenix Film Critics Society Award : Meilleure actrice secondaire pour True Grit
  - Southeastern Film Critics Association Award : Meilleure actrice secondaire pour True Grit
  - Toronto Film Critics Association Award : Meilleure actrice secondaire pour True Grit
- 2011 : 
  - Excellent Dynamic Activism Award : Meilleure actrice secondaire pour True Grit
  - Bronze Wrangler : Meilleur film en salle pour True Grit
  - Central Ohio Film Critics Association Awards : Meilleure actrice secondaire pour True Grit
  - Critics' Choice Television Awards : Meilleur(e) acteur/actrice pour True Grit
  - Online Film Critics Society Award : Meilleure actrice secondaire pour True Grit
  - Online Film & Television Association Film Award : Meilleur enfant pour True Grit
  - Vancouver Film Critics Circle Award : Meilleure actrice secondaire pour True Grit
  - Virtuoso Award : True Grit
  - Young Artist Award : Meilleure actrice principale pour True Grit
  - Young Hollywood Awards : Révélation de l'année
- 2013 : Women in Film Crystal + Lucy Awards : Visage du futur
- 2014 : Women Film Critics Circle Award : Meilleur casting pour The Homesman
- 2016 : Women Film Critics Circle Award : Meilleure jeune actrice pour True Grit
- 2017 : MTV Europe Music Awards : Révélation de l'année
- 2024 : Astra Film Awards : Meilleur performance en voix off pour Spider-Man: Across the Spider-Verse

### Nominations
- 2010
  - Chicago Film Critics Association Awards : Meilleure actrice secondaire pour True Grit
  - Dallas-Fort Worth Film Critics Association Award : Meilleure actrice secondaire pour True Grit
  - Davis Award : Meilleure actrice secondaire pour True Grit
  - Phoenix Film Critics Society Awards : Performance de révélation à l'écran pour True Grit
  - Sierra Award : Meilleure actrice secondaire pour True Grit
  - St. Louis Film Critics Association Award : Meilleure actrice secondaire pour True Grit
  - Utah Film Critics Association Awards : Meilleure actrice pour True Grit
  - Washington DC Area Film Critics Association Award : meilleure actrice secondaire pour True Grit
- 2011 :
  - British Academy Film and Television Arts Award : Meilleure actrice principale pour True Grit
  - Central Ohio Film Critics Association Awards :
    - Meilleure révélation d'acteur pour True Grit
    - Meilleure ensemble pour True Grit

  - Critics' Choice Award : Meilleure actrice secondaire pour True Grit
  - Dublin Film Critics Circle Awards :
    - Meilleure actrice pour True Grit
    - Meilleure révélation à l'international pour True grit

  - Excellent Dynamic Activism Awards :
    - Meilleure actrice de film d'action pour True Grit
    - Meilleure performance révélatrice pour True Grit

  - International Online Cinema Awards : Meilleure actrice secondaire pour True Grit
  - Iowa Film Critics Association Award : Meilleure actrice secondaire pour True Grit
  - London Film Critics Circle Award : Actrice de l'année pour True Grit
  - MTV Movie Award : Meilleure étoile montante pour True Grit
  - Online Film & Television Association Film Award :
    - Meilleure actrice pour True Grit
    - Meilleure révélation féminine pour True Grit

  - Oscars du cinéma : Meilleure actrice secondaire pour True Grit
  - Saturn Award : Meilleur jeune acteur pour True Grit
  - Screen Actors Guild Awards : Meilleure actrice secondaire pour True Grit
  - Teen Choice Awards : Choix de la révélation cinématographique féminine pour True Grit
- 2012 : Empire Awards : Meilleure nouvelle venue pour True Grit
- 2014 : Northeast Film Festival Award : Meilleure actrice dans un court-métrage pour The Magic Bracelet
- 2015 : Teen Choice Awards : Choix du vol de scène dans un film pour Pitch Perfect 2
- 2016 :
  - Behind the Voice Actors Anime Dub Movie/Special Voice Acting Award :
    - Meilleure ensemble vocal dans un film animé pour Souvenirs de Marnie
    - Meilleure voix féminine pour un personnage principal dans un film animé pour Souvenirs de Marnie

  - Critics' Choice Movie Awards :
    - Meilleur(e) jeune acteur/actrice pour The Edge of Seventeen
    - Meilleure actrice dans une comédie pour The Edge Of Seventeen

  - Guild of Music Supervisors Awards : Meilleure musique créée pour un film pour Pitch Perfect 2
  - Indiana Film Journalists Association Award : Meilleure actrice pour The Edge Of Seventeen
  - Sierra Award : Jeunesse dans un film pour The Edge Of Seventeen
  - Washington DC Area Film Critics Association Award : Meilleure performance jeunesse pour The Edge Of Seventeen
- 2017 :
  - Blimp Award : Nouvel artiste préféré
  - Central Ohio Film Critics Association Award : Meilleure actrice pour The Edge Of Seventeen
  - Golden Globes : Meilleure actrice dans un film musical ou une comédie
  - MTV Movie + TV Award : Meilleur acteur dans un film pour The Edge Of Seventeen
  - Teen Choice Awards : Choix de l'actrice dans un film dramatique pour The Edge Of Seventeen
- 2018 : Teen Choice Awards : Choix de l'actrice dans un film comique pour Pitch Perfect 3
- 2019 :
  - Blimp Award : Voix féminine préférée dans un film animé pour Spider-Man: Into the Spider-Verse
  - Excellent Dynamic Activism Female Focus Award : Meilleur personnage féminin animé pour Spider-Man: Into the Spider-Verse
  - Saturn Award : Meilleure actrice secondaire pour Bumblebee
  - Teen Choice Awards : Choix de l'actrice dans un film d'action pour Bumblebee
- 2021 : Hollywood Critics Association Television Awards : Meilleure actrice dans une série comique pour Dickinson
- 2024 : Astra Awards : Meilleure performance vocale pour le rôle de Gwen Stacy dans Spider-Man : Across the Spider-Verse

## Voix francophones
En version française, Hailee Steinfeld n'a pas de voix française régulière, mais est respectivement doublée à cinq reprises par Marie Tirmont et trois par Claire Bouanich. La première est sa voix dans 3 Days to Kill, The Homesman, Secret Agency, Hawkeye et The Marvels  tandis que la seconde la double dans New York Melody, Pitch Perfect 2 et Pitch Perfect 3. Elle est également doublée à deux reprises par Camille Timmerman dans Bumblebee et Entre deux fougères, le film. À titre exceptionnel, elle est doublée par Sarah Kramer dans True Grit, Audrey Sablé dans Roméo et Juliette, Rebecca Benhamour dans La Stratégie Ender, Kelly Marot dans Dickinson et Esthèle Dumand dans Sinners.
En version québécoise, elle est régulièrement doublée par Célia Gouin-Arsenault. Elle la double notamment dans La Stratégie Ender New York Melody les films Pitch Perfect ou encore Bumblebee.